# Skäggstorp
Skäggstorp är en ort mellan Kode och Jörlanda vid gränsen mellan Kungälvs och Stenungsunds kommuner. Från 2015 avgränsar SCB här en småort.